# SES-8
SES-8 és un satèl·lit de comunicacions geoestacionari per ser operat per SES World Skies que va ser llançat amb èxit en un Falcon 9 v1.1 de SpaceX el 3 de desembre de 2013, en el primer vol d'un vehicle de llançament SpaceX en òrbita geoestacionària.